# ジョー・ジョンソン (漫画家)
ジョー・ジョンソン（Joe Johnson）は、アメリカ合衆国のゲイ漫画家で、1960年代から1970年代にかけて発表された彼の作品に登場する『ミス・シング (Miss Thing)』や『ビッグ・ディック (Big Dick)』は、長期連載された最初期のゲイ漫画の登場人物となった。これらの登場人物は、ユーモラスな一コマ漫画に取り上げられ、元々は『アドボケート』誌上に掲載された。
ミス・シングは、物事に動じない、ステレオタイプ的に女性的なゲイの「クイーン (queen)」であり、その名前はゲイ男性のサブカルチャーにおいて、そうした性格の人物を指して広く用いられる表現となった。彼は、柳を思わせる細身の体型にポンパドゥールの髪型で、花柄の服にベルボトム、派手なブラウスを身にまとっている。一方、ビッグ・ディックは、社交的で、ステレオタイプ的にマッチョなゲイ男性であ流。彼は極めて筋肉質の体格をしており、その大きなペニスが強調されているタイトなジーンズを履いており、野球帽に革のジャケットとブーツという格好で、トム・オブ・フィンランドが造形した人物像を継承している。いずれのキャラクターも性的に冒険的であり、漫画は露骨に性的で、しばしばヌード性もあるが、あからさまな性的描写は避けられている。キャラクターたちは、それぞれの名前が付けられた漫画作品に登場するが、時として二人が出会う場合もある。
1973年、ジョンソンはミス・シングとビッグ・ディックの傑作集をファニー・ボーン・プレス (Funny Bone Press) から『...and so, this is YOUR life, Miss Thing』と題して出版したが、このタイトルは当時人気があったテレビ番組『This Is Your Life』を踏まえたもので、ラリー・タウンゼントが序文を寄せた。1980年代には、ゲイ漫画シリーズ『Meatmen』に収録される形で、ジョンソンの漫画作品が再刊され、2012年にはファンタグラフィックスが、『No Straight Lines』など歴史的な回顧作品を出版した。ジョンソンは、あからさまにエロティックな描写のイラストレーションも制作し、販売していた。
漫画家のドネランは、ジョンソンの作品に触発されて自作『It's a Gay Life』を描き始め、この作品は『ミス・シング』と『ビッグ・ディック』の掲載が終了した後の『アドボケート』誌上に掲載された。ハワード・クルーズは、ジョンソンの「恥知らずなまでにゲイな (brazenly gay)」漫画作品に触発されると語っている。